# 杜化中
杜化中（1539年—？年），字民孚，號西泉，河南陳州府扶溝縣人，明朝政治人物。

## 生平
由縣學生中式嘉靖三十七年（1558年）戊午科河南鄉試第七十八名舉人，嘉靖四十四年乙丑科（1565年）會試中式第七十二名，第三甲第三百零二名進士。吏部观政，隆慶元年（1567年）二月授顺德府推官，三年十二月升工部主事，四年十二月改广东道监察御史，差巡按福建。六年七月降深州判官，万历元年（1573年）正月升榆次知县，丁忧。五年（1577年）四月復除汶上县，六年二月升东平州知州，八年正月致仕。

## 家族
曾祖杜紹，戶部主事；祖杜孟乾，府經歷；父杜漸，監生；母范氏。具慶下，妻劉氏，弟化醇；化光。